# Sudafrica ai Giochi della XXXI Olimpiade
Il Sudafrica ha partecipato ai Giochi della XXXI Olimpiade, che si sono svolti a Rio de Janeiro, Brasile, dal 5 al 21 agosto 2016, con una delegazione di 135 atleti impegnati in 15 discipline. Portabandiera alla cerimonia di apertura è stato il campione del mondo dei 400 metri piani Wayde van Niekerk, che in questa occasione avrebbe conquistato anche il titolo olimpico della specialità.
Il bottino complessivo è stato di due medaglie d'oro, sei d'argento e due di bronzo, che sono valse il trentesimo posto nel medagliere complessivo. Le due medaglie d'oro, e altrettante d'argento, sono state conquistate nell'atletica leggera, disciplina in cui il Sudafrica si è piazzato al quinto posto nel medagliere.

## Medagliere

### Per discipline
| Sport            | Oro | Argento | Bronzo | Totale |
| ---------------- | --- | ------- | ------ | ------ |
| Atletica leggera | 2   | 2       | 0      | 4      |
| Nuoto            | 0   | 3       | 0      | 3      |
| Canottaggio      | 0   | 1       | 0      | 1      |
| Rugby a 7        | 0   | 0       | 1      | 1      |
| Triathlon        | 0   | 0       | 1      | 1      |
| Totale           | 2   | 6       | 2      | 10     |

### Medaglie
| Medaglia | Atleta | Sport            | Evento                 |
| -------- | --- | ---------------- | ---------------------- |
| Oro      | Wayde van Niekerk | Atletica leggera | 400 m piani            |
| Oro      | Caster Semenya | Atletica leggera | 800 m                  |
| Argento  | Luvo Manyonga | Atletica leggera | Salto in lungo         |
| Argento  | Sunette Viljoen | Atletica leggera | Lancio del giavellotto |
| Argento  | Lawrence Brittain Shaun Keeling | Canottaggio      | Due senza              |
| Argento  | Cameron van der Burgh | Nuoto            | 100 m rana             |
| Argento  | Chad le Clos | Nuoto            | 100 m farfalla         |
| Argento  | Chad le Clos | Nuoto            | 200 m stile libero     |
| Bronzo   | Cecil Afrika Tim Agaba Kyle Brown Juan de Jongh Justin Geduld Francois Hougaard Werner Kok Cheslin Kolbe Dylan Sage Kwagga Smith Philip Snyman Roscko Speckman | Rugby a 7        | Torneo maschile        |
| Bronzo   | Henri Schoeman | Triathlon        | Gara maschile          |

## Risultati

### Nuoto
| Michael Meyer         | 400 m misti  | 4:18"13 | 17ª  | N.D.  | N.D. | non qualificato | non qualificato |                 |                 |
| Sebastien Rousseau    | 400 m misti  | 4:18"72 | 21ª  | N.D.  | N.D. | non qualificato | non qualificato |                 |                 |
| Myles Brown           | 400 m libero | 3:45"92 | 12ª  | N.D.  | N.D. | non qualificato | non qualificato | non qualificato | non qualificato |
| Cameron van der Burgh | 100 m rana   | 59"35   | 7ª C | 59"21 | 3ª C | 58"69           | Argento         |                 |                 |